# Trobar de Morte
Trobar de Morte es una banda española de música dark pagan folk fundada y liderada por la cantante, compositora y multiinstrumentista Lady Morte. Habitualmente es reconocida como una de las bandas más representativas de la escena musical pagan en España.

## Historia
Trobar de Morte fue creado en 1999 por Lady Morte como su proyecto personal y poco a poco se fue ampliando la formación hasta convertirse en grupo. En 2003, decidió centrarse exclusivamente en Trobar de Morte, tras dejar sus otras bandas, Ordo Funebris y Dark and Beauty. Ese fue el año del primer trabajo de la banda, un EP titulado Nocturnal Dance of the Dragonfly. El mismo año se estrenó su primer álbum, Fairydust. En los dos siguientes años, el grupo dio sus primeros conciertos en España, incluyendo la aparición en el Existence Festival en Valencia donde compartió cartel con bandas como Unheilig o My Own Gravity. En 2005, Trobar de Morte tocó por primera vez en el festival alemán Wave Gotik Treffen, donde repetiría hasta en cinco ocasiones más hasta la fecha.
El segundo álbum del grupo fue estrenado en enero de 2006 y se tituló Reverie y supuso la primera colaboración con la prestigiosa ilustradora Victoria Francés. Tras la presentación del disco en Barcelona, la banda fue invitada a realizar dos conciertos en Portugal, incluyendo su participación en el Medusa Festival 2006. Ese mismo año, Trobar de Morte tocó en el festival Ethereal Fest que tuvo lugar en Molins de Rey, ciudad cercana a Barcelona, donde también tocaron grupos como Der Blaue Reiter, Traumer Leben y Gae Bolg, y unos meses después telonearon a la legendaria banda americana Faith and the Muse.
En 2008, Trobar de Morte publicó su tercer álbum, Legends of Blood and Light, cuya portada fue dibujada por el ilustrador Jean-Pascal Fournier. Ese mismo año, el grupo alternó conciertos en España y Europa, incluyendo su segunda aparición en Wave Gotik Treffen. La primera aparición de la banda en el festival alemán Festival-Mediaval tuvo lugar en 2009. También tocaron en Undead Dark Club en Barcelona, cuya propietaria es la líder y cantante del grupo, Lady Morte.
El cuarto álbum del grupo, Beyond the woods - The Acoustic Songs, fue publicado en 2011, uno de los años más exitosos para la banda debido a su aumento de presencia en los escenarios europeos. Volvieron a tocar en el festival alemán Wave Gotik Treffen, tocaron junto a la banda Rosa Crux en Barcelona y actuaron en el festival portugués Entremuralhas, compartiendo cartel con grupos como Arcana, Diary of Dreams or Suicide Commando. Además, Trobar de Morte teloneó a la conocida banda Faun en su gira europea, tocando en Múnich, Erfurt, Utrecht, Bochum, Nurnberg, Dresde, Berlín, Hamburg, Magdeburg y Celle.
En 2012 se lanzó el quinto álbum de la banda, The Silver Wheel. Ese año tocaron en Barcelona y Madrid como venían haciendo cada dos años y volvieron al festival Wave Gotik Treffen en Leipzig. Además, tocaron por primera vez en Rumanía en el Ghost Festival. En los siguientes años, la banda dio conciertos en su país y lanzó un sencillo en una edición limitada en vinilo de siete pulgadas con la canción Summoning the Gods, cuyo vídeo alcanzó más de 3 millones de visitas en Youtube.
El año 2015 fue marcado por su primera aparición en el festival Castlefest en Países Bajos, mientras que en el año 2016 tocaron en el Ragnard Rock Festival en Francia. Ese mismo año se publicó el sexto álbum de la banda, Ouroboros, posiblemente su trabajo más oscuro hasta la fecha y que nuevamente contó con la impresionante portada de Victoria Francés. Alternándolo con sus actuaciones nacionales e internacionales, el grupo fue escogido para tocar junto a la Orquesta Celta de Barcelona, una exitosa colaboración que se repetiría en el futuro.
En 2017, Trobar de Morte se unió a The Moon and the Nightspirit para dar una gira europea llamada Into the Forest Tour que les llevó por Alemania, Francia y España. Ese año, el grupo tocó en los festivales Wave Gotik Treffen, Yggdrasil Medieval & Fantasy Pagan Festival en Italia, Festival Mediaval de Selb en Alemania y en Iberian Warriors Festival en Zaragoza, España, entre otras actuaciones. 
El séptimo álbum de estudio se lanzó en 2018 y fue titulado Witchcraft. En el año 2019, la banda tocó en diversos eventos como St Patrick Festival junto a la Orquesta Celta de Barcelona, los festivales Strigarium en Italia, Hörnerfest en Alemania, Castlefest en Países Bajos, Looxwood Joust en Reino Unido, además de otros conciertos en Erfurt, Alemania, y en el Akelarre del Valle de Arán en España. Ese mismo año, la banda volvió a telonear a los alemanes Faun en su gira por España, tocando en Barcelona y Madrid, además de ser invitados a la edición de invierno del festival Castlefest.
Durante la pandemia de COVID-19, Trobar de Morte se centró en publicar su primer álbum recopilatorio llamado 20 Years of Music & Sorcery, que contenía sus grandes éxitos y una pista inédita la primera maqueta de la banda, así como en el lanzamiento su octavo álbum de estudio, The Book of Shadows unos meses después. Durante el confinamiento por la pandemia de COVID-19, publicaron algunos vídeos, entre los que se incluye una versión del éxito de Scorpions Wind of Change.
En 2021, el grupo apareció en la portada de la famosa revista alemana Sonic Seducer y publicó su videoclip de mayor presupuesto hasta la fecha, The Unquiet Grave, una adaptación de una canción tradicional inglesa. La banda fue programada para tocar en el Motocultor Festival en Francia, pero las restricciones por el coronavirus obligaron a los organizadores a cancelar el evento. Los únicos conciertos que dieron ese año fueron en la Pagan Night en Francia y en el restaurante espectáculo de terror El Castillo de las Tinieblas, cerca de Barcelona, España.
2022 fue otro gran año para la banda debido a su participación en los festivales Trolls et Légendes en Bélgica, Wave Gotik Treffen, Schwarzer Herbst y Phantastischer Lichter Weihnachtsmarkt en Alemania, además de conciertos en salas y eventos en ciudades españolas y alemanas. Trobar de Morte fue invitado a acompañar al grupo In Extremo en su concierto de 25 aniversario en el teatro romano de Augusta Raurica en Suiza. En septiembre estuvieron tres semanas de gira por Polonia, Alemania y Francia junto a la banda sueca Garmarna en el llamado The Fall 2022 Tour, al que se añadió la banda gala Wegferend para las fechas en ciudades francesas.

## Estilo

### Música
En sus inicios, Trobar de Morte destacó por su sonoridad medieval, etérea y por la predominancia de teclados. A lo largo de los años se fueron introduciendo elementos de la música celta y folk, al mismo tiempo que aumentaba el número de instrumentos y músicos en la banda. Los álbumes más recientes han mostrado un camino hacia una música más ritualística, oscura y pagana. El uso de instrumentos como la zanfona, gaitas o los violines permiten a la banda navegar entre diferentes estilos, siempre conducidos por la suave voz de Lady Morte y unas armonías calmadas. El grupo también ha mostrado influencias de la música oriental y mesopotámica en sus composiciones. 
Lady Morte, cantante, compositora y líder del grupo, ha declarado estar influenciada en sus inicios por bandas y cantantes como Lisa Gerrard, Sopor Aeternus, Jethro Tull, Corvus Corax, Luar Na Lubre o Joni Mitchell. Ella misma ha descrito la música de Trobar de Morte como una "exaltación de la naturaleza, paganismo y folk".

### En directo

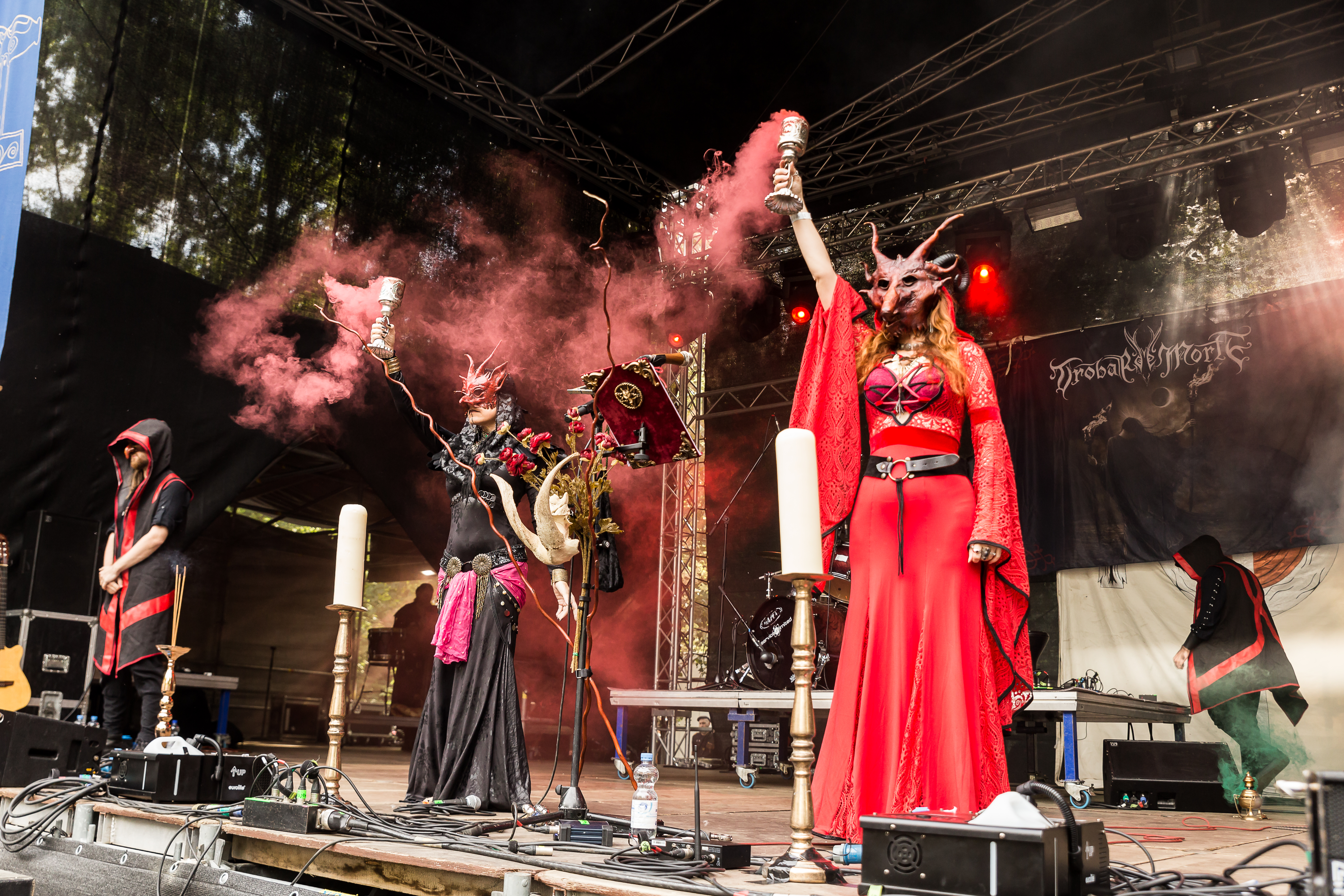
Puesta en escena

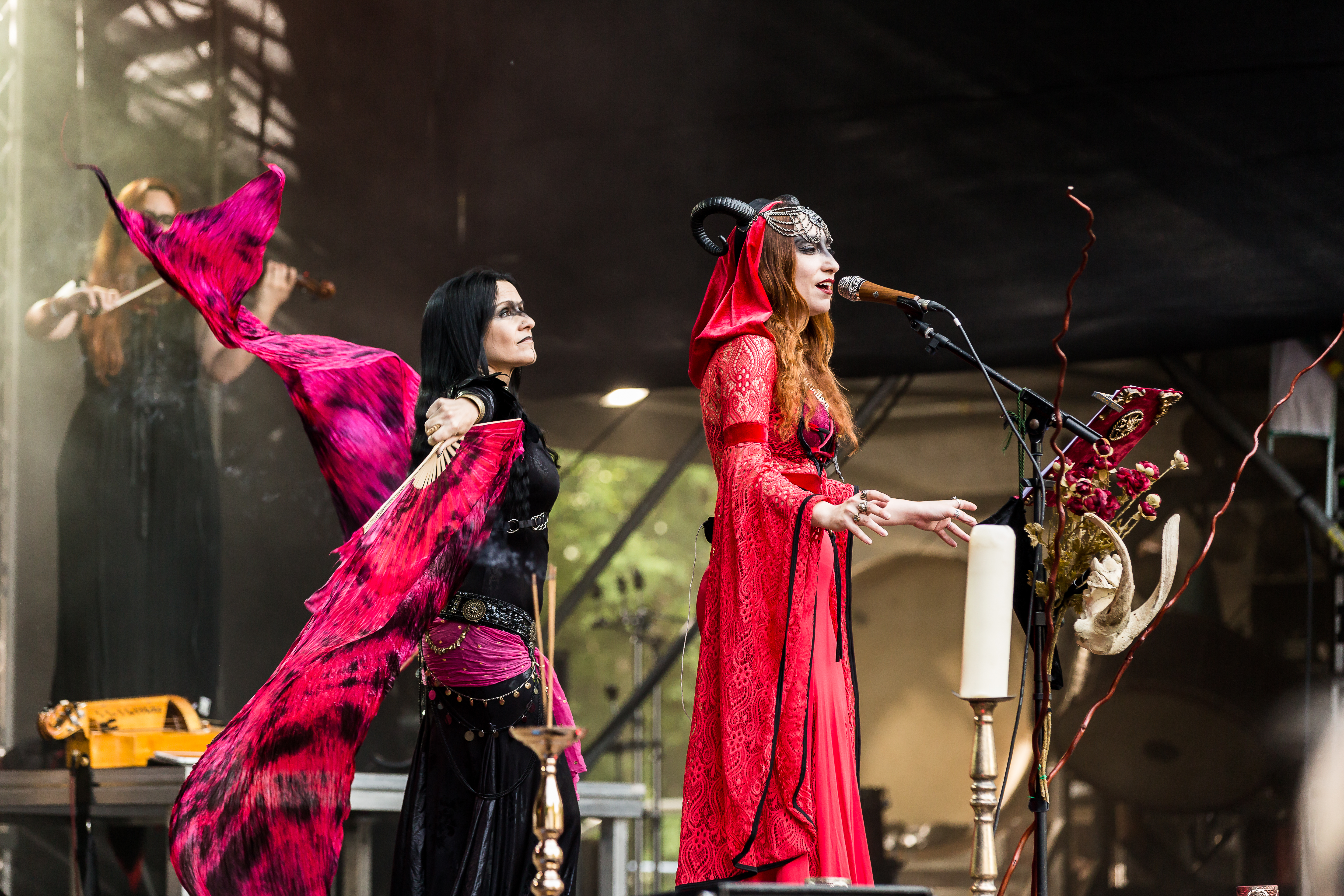
Amaru Sabat y Lady Morte

Los conciertos de la banda se caracterizan por sus danzas, rituales e interpretaciones. Lady Morte es la front woman y voz principal del grupo, además de tocar la zanfona, flautas, bouzouki y algunas percusiones. 
Varias bailarinas han acompañado los conciertos de la banda contribuyendo a aumentar el apartado visual de sus actuaciones. Actualmente, la bailarina oficial de Trobar de Morte es Amaru Sabat, que aparece en todas las actuaciones realizando todos los rituales y bailes junto a Lady Morte en el escenario, creando potentes coreografías. La banda usa diversos elementos de atrezo en el escenario como espadas, cálices, máscaras, humo de colores y otros efectos.

### Músicos

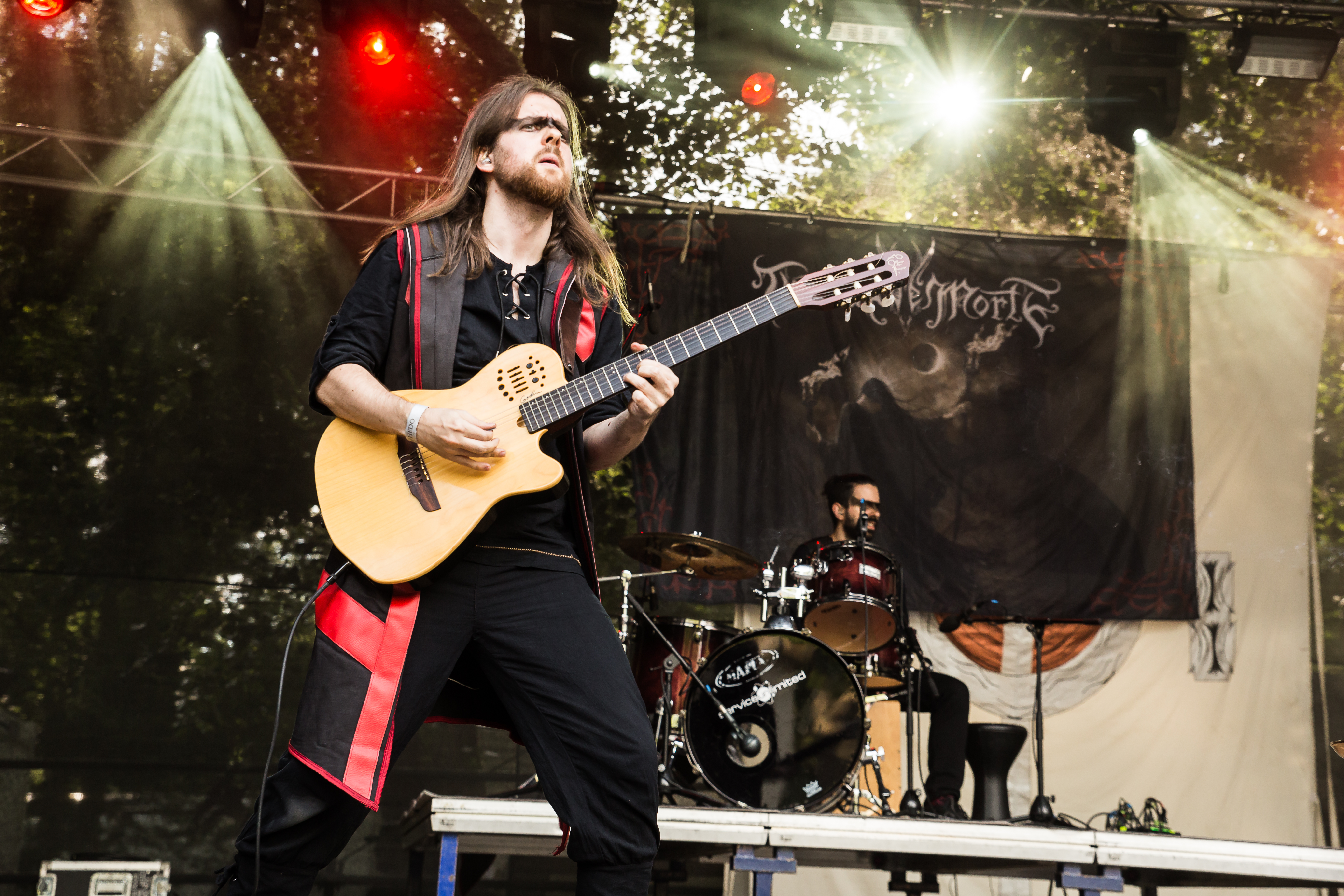
Ealaeth y Luka

Muchos músicos han tocado en Trobar de Morte a lo largo de los años, incluyendo a Daimoniel, quien fue la mano derecha de Lady Morte durante ocho años y escribió algunas de las canciones de los últimos álbumes. En 2021 abandonó la banda por motivos personales.
Actualmente, la banda está integrada por talentosos y experimentados músicos de Barcelona y Madrid.

### Letras
Las letras de Trobar de Morte tratan sobre mitología nórdica y celta, brujería y leyendas. Es más, algunas de las letras son propiamente invocaciones, según declaraciones de Lady Morte. El idioma en que están escritas es inglés, catalán, español y latín. Algunas de las letras están escritas al revés, como se puede apreciar en canciones como Summoning the Gods del álbum Ouroboros o en Sacrifice del álbum The Book of Shadows.

## Miembros
- Lady Morte: voz, zanfona, bouzuki, flauta y composición
- Amaru Sabat: danzas rituales
- Luka: percusión y batería
- Ealaeth: guitarra acústica y guitarra española
- Ondine: violín
- Máiréad: violín

## Miembros anteriores
- Arianne: coros y percusión
- Awen: teclados
- Caleb: violín
- Cardenburg: violín
- Daimoniel: Guitarra y bouzouki
- Fernando Cascales: guitarra, bouzouki y violín
- Lady Eodil: teclados en vivo, percusión
- Lenna: guitarra
- Moonvic: guitarra
- Ormus: flautas y gaitas
- Rorschach: percusión
- Sined Zullin: percusiones orientales
- Taedium: percusión

## Discografía
| Año  | Título                                | Discográfica | Formato |
| ---- | ------------------------------------- | ------------ | ------- |
| 2004 | Nocturnal Dance of the Dragonfly      |              | EP      |
| 2004 | Fairydust                             |              | LP      |
| 2006 | Reverie                               |              | LP      |
| 2008 | Legends of Blood and Light            |              | LP      |
| 2011 | Beyond The Woods - The Acoustic Songs |              | LP      |
| 2012 | The Silver Wheel                      |              | LP      |
| 2016 | Ouroboros                             |              | LP      |
| 2018 | Witchcraft                            |              | LP      |
| 2020 | 20 Years of Music & Sorcery           |              | LP      |
| 2020 | Book of Shadows                       |              | LP      |
| 2023 | Carpe Noctem                          |              | LP      |

## Enlaces
- Página oficial de Trobar de Morte

- Datos: Q3040517
- Multimedia: Trobar de Morte / Q3040517